# Nigmatullinus
Nigmatullinus is een geslacht van kreeftachtigen uit de klasse van de Malacostraca (hogere kreeftachtigen).

## Soort
- Nigmatullinus acanthitelsonis (Pequegnat, 1970)